# Pallmann (Roman)
Pallmann heißt ein Roman von Hans Blickensdörfer. Er erschien 1982 im Schneekluth-Verlag und 1984 im Heyne-Verlag. 

## Inhalt

### Handlung
Der junge Profifußballer Walter Pallmann (19) spielt bei dem Zweitligaverein FC Viktoria. Während des Saisonfinales geht es für den Verein darum, den Abstieg zu verhindern. Die Handlung des Buchs setzt zu Beginn der Nachspielzeit des letzten Saisonspiels beim Spielstand von 3:3 ein.
Pallmann, der von allen nur Pall gerufen wird, gelangt der Ball nach einem Pressschlag am eigenen Strafraum vor die Füße. Er startet ein Solo und kann bis zur anderen Strafraumgrenze vordringen. Dort schießt er den Ball nach einem Zweikampf durch Talent und Ballsicherheit ins Tor. Diese Aktion ruft ein ungeahntes Medienecho hervor. Wegen des Abstiegskampfes waren mehr Reporter als sonst beim Spiel anwesend.
Pall wird nach dem Spiel ins aktuelle Sportstudio gerufen und behauptet sich dort mit ein wenig Glück. Am Abend wird Pallmann zu Hause von Holldorf, dem Manager des nationalen Spitzenklubs FC Bavaria, angerufen. Der Leser erfährt, dass Holldorf bereits seit geraumer Zeit an Pall interessiert ist und, dass er und Pall auch schon Telefonate geführt hatten.
Holldorf befürchtet nun, dass die Borussia versuchen wird, Pall mit Geld zu einem Vertragsabschluss zu verführen, doch letztendlich entscheidet sich Pallmann gegen den Willen seines Vaters und für das finanziell schwächere Angebot des FC Bavaria.
In den Verhandlungstagen denkt Pall viel über seinen Vater nach, den er als Kind verehrt hatte. Auch Pallmanns Vater war Fußballer gewesen. Durch die Beschreibung der allabendlichen Alkoholfahne nach den Trainings und den Spielen seines Vaters wird deutlich, dass er weit weniger Erfolg damit hatte. So verachtet Pall seinen Vater mittlerweile, weil dieser sich sein Versagen nicht eingesteht und stets allem, nur nicht sich selbst, die Schuld gibt. 
Im Verein angekommen hat Pall mit allerlei Problemen zu kämpfen. Die Leitfigur des Vereins, Furtner, setzt beim Trainer mühelos durch, dass Pallmann auf einer Position eingesetzt wird, die er nicht gut spielen kann. Durch seine schlechte Leistung bekommt Pallmann Ärger mit Holldorf und einen Termin beim Psychiater. Obwohl ihm sein Vereinskollege Riedl und die berühmte Sängerin Madou, mit der Pallmann ein Verhältnis hat, versuchen zu helfen, lässt erst der Termin beim Psychiater Pallmann wieder besser spielen.
Im Zuge eines Spiels in der DDR gegen den DDR-Meister Dynamo wird ihm angetragen, der Kontaktmann für einen illegalen Wechsel von Peter Fritsche, dem besten Spieler der DDR, zum FC Bavaria zu sein. Beim Rückspiel gegen Dynamo in der BRD gelingt die Flucht von Fritsche. Er kommt vorerst in Pallmanns Wohnung unter. Der Wechsel von Fritsche zum FC Bavaria wird offiziell gemacht, weil es jedoch ein illegaler Wechsel war, darf Fritsche ein ganzes Jahr lang nicht mehr Fußballspielen. 
Stattdessen muss er mit Ansehen, wie Pallmann auf der Karriereleiter aufsteigt und Ambitionen zeigt, bald Nationalspieler zu sein. Fritsche leidet unter Depressionen, experimentiert mit Drogen und verursacht in Pallmanns Sportwagen einen Autounfall. Er überlebt zwar, kann aber aufgrund der Verletzungen am Knie keinen Fußball mehr spielen.
Pallmann, dessen größtes Problem während der ganzen Zeit Fritsche selbst war, tut sich nun schwer daran, dessen Karriereende zu verarbeiten. Als er es schließlich schafft, steht sein erstes Spiel in der Nationalelf an. Es handelt sich dabei um ein Auswärtsspiel gegen Brasilien. Während in der ersten Halbzeit Brasilien durch ihre Spielkultur und Technik dominiert, kann Deutschland in der zweiten Hälfte aufholen. 
Spiel und Buch enden damit, dass Pall eine ähnliche Aktion wie zu Beginn des Buchs vollführt. Ein Ball hüpft über ihn und er versucht, indem er den Ball mit der Fußsohle wieder vor sich befördert, den Ausgleich zu schießen. Doch anders als am Anfang geht dieser Schuss an die Querlatte.

## Trivia
- Offensichtlich handelt es sich bei dem FC Bavaria um den FC Bayern München, bei Holldorf um Uli Hoeneß, bei Furtner um Paul Breitner usw.
- Die Handlung des Buches besteht größtenteils aus der Abwechslung zwischen Hochphasen Pallmanns und Rückschlägen/Problemen (z. B.: Erst der Karrieresprung mit dem Wechsel zur Bavaria, dann die Probleme mit Furtner und dem gleichzeitigen Leistungseinbruch.)

### Textausgaben
- Hans Blickensdörfer: Pallmann. Heyne-Verlag, München 1984, ISBN 3-453-01974-1.
- Erstausgabe: Hans Blickensdörfer, Pallmann, Schneekluth-Verlag München, 1982, ISBN 3-7951-0785-7